# Sticker art

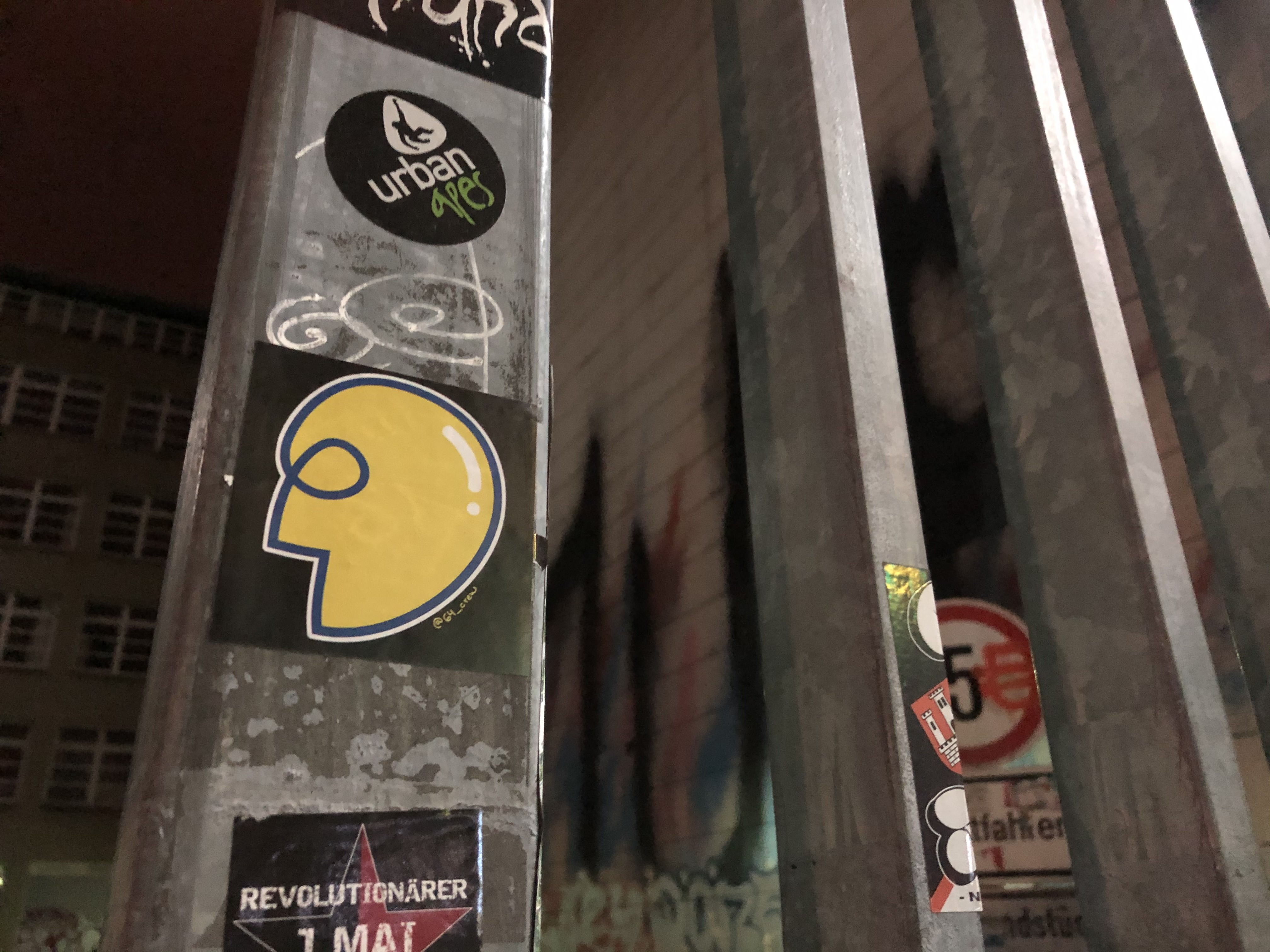
Sticker by 64Crew in Berlin

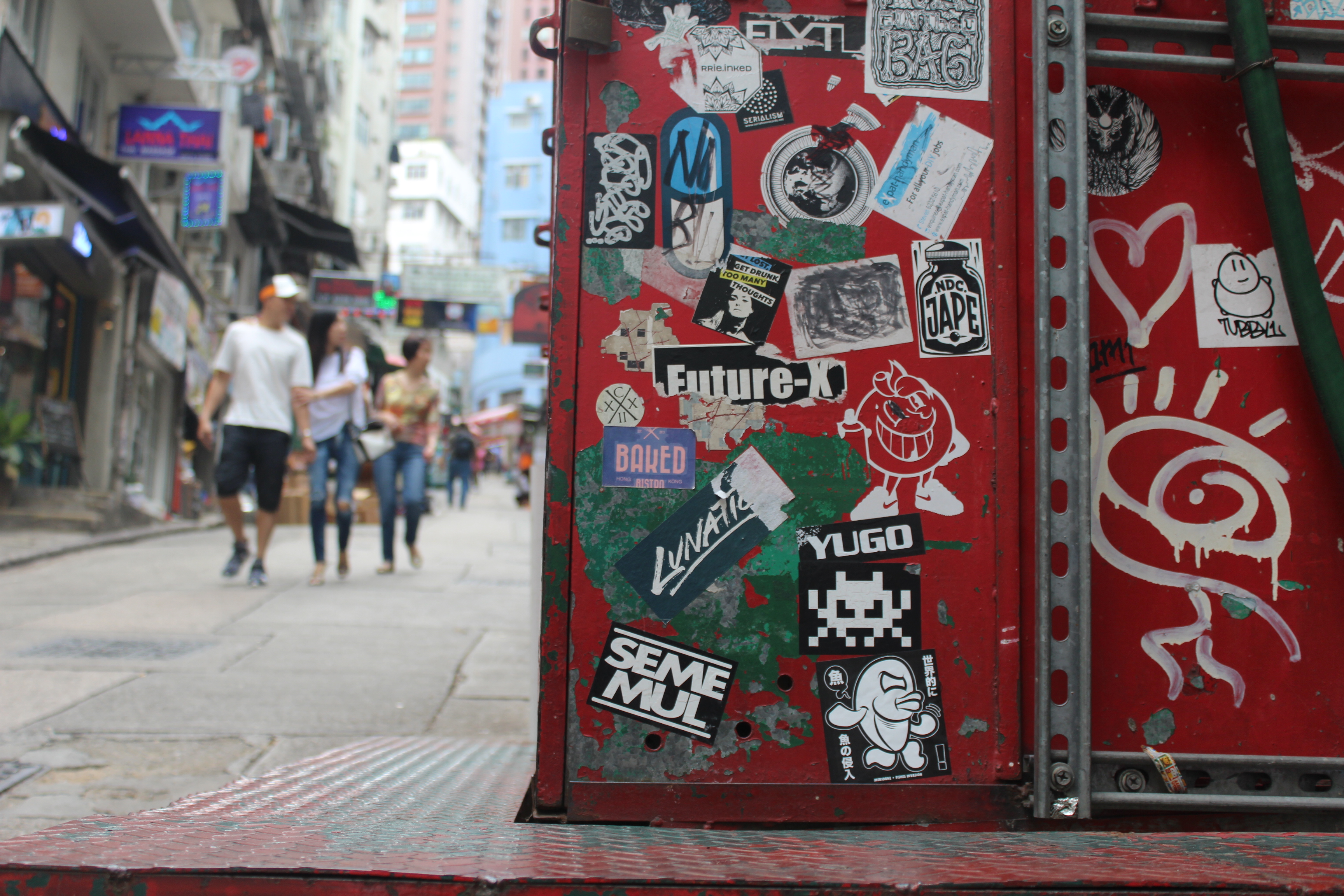
Sticker Art in Hong Kong by Atomiko Merioone Space Invader

La sticker art, (dall'inglese sticker, adesivo e art, arte) è una forma di street art in cui il messaggio o l'immagine sono veicolati da un adesivo.
Il primo esempio generalmente riconosciuto di sticker art è l'adesivo Andre the Giant has a posse di Shepard Fairey, poi iterato in Obey Giant, del 1989; per l'Italia, il primo esempio riconosciuto sono I Sauri, comparsi dal 1993-1994.

Concetto differente, perché nato in seno ai circuiti artistici e non come street art, ma parzialmente ascrivibile alla sticker art sono gli adesivi di Piermario Ciani (1991), che venivano distribuiti ai colleghi con "l'invito a integrarli nelle proprie opere".
È consueto trovare esempi di sticker art in grandi centri urbani in posti molto trafficati, ma ormai la diffusione è endemica, anche nei piccoli centri.
Un altro uso degli sticker nell'ambito della street art, diffusosi successivamente agli sticker figurativi è quello di contenere la firma dell'artista (tag), in alternativa alla firma con spray o pennarello. Questi adesivi sono spesso caratterizzati da un colore di sfondo uniforme e dalla firma scritta a mano con pennarello.
Gli adesivi possono essere realizzati in serie oppure a mano, e in alcuni casi contenere messaggi politici o sociali, con l'intento di arrivare al maggior pubblico possibile grazie al tappezzamento di vaste zone urbane, promuovendo così una maggiore sensibilizzazione verso un problema.